# Artpopuloucos
Artpopuloucos é o sétimo álbum ao vivo do grupo de samba brasileiro Art Popular, lançado em 2020 em CD, DVD e plataformas digitais. Gravado na casa de shows Santo Graal, em São Caetano do Sul, em dezembro de 2019, o álbum contém releituras de grandes sucessos do grupo, singles lançados nos últimos anos e sucessos de outros grupos compostas pelo vocalista Leandro Lehart, além de uma música inédita - Solidão, também composta por Leandro.
As 32 faixas do show foram divididas em dois CDs, sendo o primeiro volume lançado em maio e o segundo em julho. "Artpopuloucos" contém as participações especiais de Ulisses Souza (na faixa "Lá Vem o Negão", regravação do sucesso do grupo Cravo e Canela), Caetano Endrigo (em "Parabrisa") e de Murilo Gun, que faz o texto de abertura. 

## Faixas do CD

### Volume 1
| N.º | Título                   | Compositor(es)                                    | Duração |  |
| 1.  | "Temporal"               | Leandro Lehart                                    | 4:21    |  |
| 2.  | "Vida Louca"             | Leandro Lehart                                    | 2:49    |  |
| 3.  | "Mon Amour"              | Leandro Lehart                                    | 3:35    |  |
| 4.  | "Eternamente Feliz"      | Leandro Lehart                                    | 3:40    |  |
| 5.  | "Falando Segredo"        | Evandro Soares / Vagner Maciel Joaquim            | 3:29    |  |
| 6.  | "Vidro"                  | Leandro Lehart                                    | 2:56    |  |
| 7.  | "Utopia"                 | Leandro Lehart / Valtinho / Malli                 | 3:43    |  |
| 8.  | "Lucidez"                | Cleber Augusto / Jorge Aragão                     | 4:56    |  |
| 9.  | "Alimenta Meu Sonho"     | Marcelo Ortiz / Mitto / Papacaça / Pelezinho Paes | 5:16    |  |
| 10. | "Ôa Ôa (Canção do Amor)" | Leandro Lehart / Malli                            | 3:49    |  |
| 11. | "Nani"                   | Ademir Fogaça / Leandro Lehart                    | 4:07    |  |
| 12. | "Quando Você Me Beija"   | Leandro Lehart                                    | 3:14    |  |
| 13. | "Sem Abuso"              | Leandro Lehart                                    | 4:08    |  |
| 14. | "Valeu Demais"           | Leandro Lehart                                    | 3:23    |  |
| 15. | "Telegrama"              | Leandro Lehart                                    | 3:23    |  |
| 16. | "Megastar"               | Leandro Lehart                                    | 3:10    |  |
| 17. | "Primeiro Beijo"         | Leandro Lehart                                    | 5:02    |  |

### Volume 2
| N.º | Título                                 | Compositor(es)                               | Duração |  |
| 1.  | "Teu Cheiro"                           | Leandro Lehart                               | 3:47    |  |
| 2.  | "Fricote"                              | Leandro Lehart                               | 5:34    |  |
| 3.  | "Solidão"                              | Leandro Lehart                               | 4:22    |  |
| 4.  | "Pimpolho"                             | Leandro Lehart                               | 2:46    |  |
| 5.  | "Bombocado"                            | Leandro Lehart                               | 3:23    |  |
| 6.  | "É no Pagode"                          | Delcio Luiz                                  | 3:14    |  |
| 7.  | "Lá Vem o Negão" (part. Ulisses Souza) | Zelão                                        | 3:13    |  |
| 8.  | "Agamamou"                             | Leandro Lehart                               | 5:08    |  |
| 9.  | "Vermelhão"                            | Ademir Fogaça / Leandro Lehart               | 2:33    |  |
| 10. | "Amarelinha"                           | Alberto Paz / Edson Menezes / Leandro Lehart | 4:02    |  |
| 11. | "Já Que Tá Gostoso Deixa (Mata Papai)" | Jorge Santana / Paulo Santana                | 3:22    |  |
| 12. | "Sai da Frente"                        | Leandro Lehart                               | 3:46    |  |
| 13. | "Parabrisa" (part. Caetano Endrigo)    | Leandro Lehart                               | 3:31    |  |
| 14. | "O Canto da Razão"                     | Ademir Fogaça / Leandro Lehart               | 2:52    |  |

## Faixas do DVD
| N.º | Título                                 | Compositor(es)                                    | Duração |  |
| 1.  | "Abertura" (part. Murilo Gun)          | Murilo Gun                                        | 5:27    |  |
| 2.  | "Teu Cheiro"                           | Leandro Lehart                                    | 3:47    |  |
| 3.  | "Fricote"                              | Leandro Lehart                                    | 5:34    |  |
| 4.  | "Solidão"                              | Leandro Lehart                                    | 4:22    |  |
| 5.  | "Pimpolho"                             | Leandro Lehart                                    | 2:46    |  |
| 6.  | "Bombocado"                            | Leandro Lehart                                    | 3:23    |  |
| 7.  | "É no Pagode"                          | Delcio Luiz                                       | 3:14    |  |
| 8.  | "Lá Vem o Negão" (part. Ulisses Souza) | Zelão                                             | 3:13    |  |
| 9.  | "Agamamou"                             | Leandro Lehart                                    | 5:08    |  |
| 10. | "Vermelhão"                            | Ademir Fogaça / Leandro Lehart                    | 2:33    |  |
| 11. | "Amarelinha"                           | Alberto Paz / Edson Menezes / Leandro Lehart      | 4:02    |  |
| 12. | "Já Que Tá Gostoso Deixa (Mata Papai)" | Jorge Santana / Paulo Santana                     | 3:22    |  |
| 13. | "Sai da Frente"                        | Leandro Lehart                                    | 3:46    |  |
| 14. | "Parabrisa" (part. Caetano Endrigo)    | Leandro Lehart                                    | 3:31    |  |
| 15. | "O Canto da Razão"                     | Ademir Fogaça / Leandro Lehart                    | 2:52    |  |
| 16. | "Temporal"                             | Leandro Lehart                                    | 4:21    |  |
| 17. | "Vida Louca"                           | Leandro Lehart                                    | 2:49    |  |
| 18. | "Mon Amour"                            | Leandro Lehart                                    | 3:35    |  |
| 19. | "Eternamente Feliz"                    | Leandro Lehart                                    | 3:40    |  |
| 20. | "Falando Segredo"                      | Evandro Soares / Vagner Maciel Joaquim            | 3:29    |  |
| 21. | "Vidro"                                | Leandro Lehart                                    | 2:56    |  |
| 22. | "Utopia"                               | Leandro Lehart / Valtinho / Malli                 | 3:43    |  |
| 23. | "Lucidez"                              | Cleber Augusto / Jorge Aragão                     | 4:56    |  |
| 24. | "Alimenta Meu Sonho"                   | Marcelo Ortiz / Mitto / Papacaça / Pelezinho Paes | 5:16    |  |
| 25. | "Ôa Ôa (Canção do Amor)"               | Leandro Lehart / Malli                            | 3:49    |  |
| 26. | "Nani"                                 | Ademir Fogaça / Leandro Lehart                    | 4:07    |  |
| 27. | "Quando Você Me Beija"                 | Leandro Lehart                                    | 3:14    |  |
| 28. | "Sem Abuso"                            | Leandro Lehart                                    | 4:08    |  |
| 29. | "Valeu Demais"                         | Leandro Lehart                                    | 3:23    |  |
| 30. | "Telegrama"                            | Leandro Lehart                                    | 3:23    |  |
| 31. | "Megastar"                             | Leandro Lehart                                    | 3:10    |  |
| 32. | "Primeiro Beijo"                       | Leandro Lehart                                    | 5:02    |  |

## Ficha Técnica
- Manager: Edgar Santos
- Produção Executiva: Luciana Saito
- Co-Produção Musical: Pelezinho Paes
- Diretor de Vídeo: Gabriel Braga
- Light Design: Luciano Teco (L-On Eventos)
- Diretor de Fotografia: Gabriel Braga / Lula Maluf
- Produção de Vídeo: Porqueeu Filmes
- Produtores de Vídeo: Bruna Ciccarello / Marcos Vitoriano / Icaro Matos Frota
- Operadores de Câmera: Gabriel Braga / Lula Maluf / Mauricio Prado Augusto / Mauricio Maciel Carrijo Santana / Paulo Luciao Bortolin / Rafael Fernandes Maia de Oliveira
- Técnico de Vídeo: Wellington Antônio Rodrigues
- Operador de Drone: Dromonus - Ludgero Gabriel Valias de Paiva
- Iluminação: André Lima
- Auxiliar de Iluminação: Álvaro Malunbres
- Coordenador de Pós-Produção e Autoração: Leandro Lehart / Guilherme Meireles
- Color Grading: Leandro Lehart
- Edição de Vídeo: Guilherme Meireles
- Criação de Arte: Fernando Antunes
- Criação de Arte / Capa: Wil Minetto
- Fotos: Gilberto Rosa
- Músicos Convidados: Elias Jó (Piano) / Luan Barbosa (Percussão) / Ulisses Souza (Percussão)
- Equipe Técnica: Paulo Moura (Técnico de Monitor) / James Andrade (Técnico de PA) / Cassio Roberto (Técnico de Palco) / Max Dos Santos (Roadie) / Thiago Santos (Roadie)
- Unidade Móvel: Thiago Beatriz / Guilherme Meireles
- Assistentes: Sandro Duarte/ Alessandro De Souza/ Mumu Rosa
- Figurino: Renata Redivo
- Maquiador: Carlos Eduardo De Sousa Lima
- Cabeleireiro: Gobri Fashion Hair